# Сънят на душата
Сънят на душата е учение от радикалното протестантство. Според тази теория мъртвите мъже не отиват в рая, а спят в пръстта, и чакат Деня на Страшния съд, и възкресението на мъртвите.
Сред забележителните представители на тази доктрина са Уилям Тиндейл, Джон Милтън, Томас Хобс и Исак Нютон.